# 아담과 스티브
아담과 스티브(Adam and Steve)는 아담과 이브에서 따온 말로, '신이 아담과 이브를 만들었지 아담과 스티브를 만든 것이 아니다(God made Adam and Eve, not Adam and Steve)'라는 뜻을 가진 동성애 반대 구호다.

## 역사
1977년 11월 19일 미국 휴스턴의 한 지역에서 열린 ‘가족 지지(pro-family)’ 시위대의 동성애 반대 집회에서 사용된 피켓 문구로 처음 등장했고, 이후 뉴욕 타임스의 기사에서 언급되었다. 이 말은 1977년 12월 3일에 방영된 드라마 모드의 에피소드 중 "게이바"에서 사용되었다. 1979년, 제리 폴웰이 기자 회견에서 이 말을 사용하였고, 크리스처니티 투데이가 그를 받아적은 보도를 발행했다. 막대하게 발행된 해당 보도에 의해 악명을 떨쳐 소설 속에 등장하는 캐릭터 한 쌍이 동성애자인지 아닌지 확인할 수 있게 하는 이름으로 자리잡았다. (폴 루드닉의 연극인 지금까지 전해진 가장 근사한 스토리, 2005년도 영화 아담과 스티브 외 다른 작품들에서.) 이 말은 영국 하원에서 동성 결혼에 대한 토론회 중 민주연합당 하원 의원인 데이비드 심슨이 사용했는데, "에덴 동산에는 아담과 스티브가 있었다"는 말실수로 인해 처음으로 하원 회의장에서 웃음을 일으켰다.

## 같이 보기
- 동성애와 기독교
- 동성애 혐오